# Norman Myers
Norman Myers (Clitheroe, 24 augustus 1934 – Oxford, 20 oktober 2019) was een Britse milieuactivist met een specialisatie in biodiversiteit. 

## Loopbaan
Myers behaalde in 1958 een bachelordiploma aan Oxford en kreeg in 1973 een doctoraatstitel aan de Universiteit van Californië - Berkeley. Sinds 1994 is Myers lid van de Amerikaanse National Academy of Sciences.
Concepten als klimaatvluchtelingen en biodiversiteitshotspots zijn mede door het werk van Myers tot stand gekomen. Daarnaast heeft hij veel gepubliceerd omtrent ontbossing van tropische wouden. Alhoewel Myers een erg invloedrijke figuur is in beleidskringen, wordt met name zijn werk rond klimaatvluchtelingen nu onthaald als academisch ongeloofwaardig.

## Privéleven
Norman Myers was de vader van de langeafstandsloopster Mara Yamauchi en woonde in Headington. Hij overleed in 2019 op 85-jarige leeftijd na een langdurige ziekte.